# 火祭り (ZERO1)
火祭り（ひまつり）は、プロレスリングZERO1主催によるシングルマッチの大会。

## 概要
- 基本的には2ブロック制のリーグ戦方式で争われ、7月から8月にかけて開催されるのが通例となっている。
- 当時のプロレスリングZERO-ONE旗揚げ直後の同団体社長であった橋本真也によって「誰が一番強いんだか決めればいいんだ」の一言で提唱され、大谷晋二郎が呼応する形で、橋本を抜きにしたシングルマッチのリーグ戦として始まった、同団体の夏の風物詩とも呼ばれる大会である。
- 優勝者には、賞金と副賞、そして覇者の証である「火祭り刀」が贈られる。この刀は優勝者によって次の大会が始まるまで保持される。

## 歴代大会記録
| 回数   | 開催年 | 優勝者                   | 準優勝           | 参加者(A:B:表記は 2リーグ戦、他は 1リーグ戦) |
| ------ | ------ | ------------------------ | ---------------- | --- |
| 第1回  | 2001年 | 大谷晋二郎               | 佐藤耕平         | A: 大谷晋二郎、関本大介、ホース・シュー、ショーン・マッコリー B: 佐藤耕平、田中将斗、ジョージ高野、サモア・ジョー                                                                     |
| 第2回  | 2002年 | 大谷晋二郎               | 黒田哲広         | A: 大谷晋二郎、田中将斗、TAKAみちのく、金村キンタロー、サモア・ジョー B: 黒田哲広、佐藤耕平、横井宏考、スティーブ・コリノ、石川雄規                                                   |
| 第3回  | 2003年 | 小島聡                   | 大谷晋二郎       | A: 大谷晋二郎、横井宏考、嵐、金村キンタロー、藤原喜明 B: 小島聡、田中将斗、佐藤耕平、黒田哲広、アレクサンダー大塚                                                                     |
| 第4回  | 2004年 | 佐藤耕平                 | 大森隆男         | A: 大森隆男、黒田哲広、横井宏考、坂田亘、小島聡 B: 佐藤耕平、大谷晋二郎、田中将斗、金村キンタロー、越中詩郎                                                                           |
| 第5回  | 2005年 | 大谷晋二郎               | 佐々木健介       | A: 大谷晋二郎、田中将斗、佐藤耕平、池田大輔、安田忠夫 B: 佐々木健介、大森隆男、横井宏考、崔領二、バンビ・キラー                                                                       |
| 第6回  | 2006年 | 田中将斗                 | 崔領二           | A: 田中将斗、大谷晋二郎、村上和成、吉江豊、本間朋晃 B: 崔領二、大森隆男、佐藤耕平、後藤達俊、関本大介                                                                                 |
| 第7回  | 2007年 | 田中将斗                 | 崔領二           | A: 崔領二、大谷晋二郎、齋藤彰俊、吉江豊、村上和成（日高郁人） B: 田中将斗、佐藤耕平、大森隆男、佐々木義人、関本大介                                                                   |
| 第8回  | 2008年 | 田中将斗                 | 真壁刀義         | A: 真壁刀義、大谷晋二郎、佐藤耕平、KAMIKAZE、望月成晃 B: 田中将斗、大森隆男、崔領二、中西学、関本大介                                                                                 |
| 第9回  | 2009年 | 崔領二                   | 佐藤耕平         | A: 佐藤耕平、大谷晋二郎、日高郁人、植田使徒、曙 B: 崔領二、田中将斗、関本大介、黒田哲広、マグニチュード岸和田                                                                         |
| 第10回 | 2010年 | 大谷晋二郎               | 田中将斗         | A: 大谷晋二郎、関本大介、吉江豊、菅原拓也、ザ・プレデター B: 田中将斗、崔領二、佐藤耕平、日高郁人、ジョー・レジェンド                                                                 |
| 第11回 | 2011年 | 関本大介                 | 佐藤耕平         | A: 佐藤耕平、大谷晋二郎、柿沼謙太、曙、ゼウス B: 関本大介、田中将斗、崔領二、澤田敦士、フジタ"Jr"ハヤト                                                                               |
| 第12回 | 2012年 | 田中将斗                 | 潮崎豪           | A: 潮崎豪、大谷晋二郎、崔領二、本間朋晃、橋本大地 B: 田中将斗、佐藤耕平、KAMIKAZE、関本大介、モハメド・ヨネ                                                                           |
| 第13回 | 2013年 | ジェームス・ライディーン | 田中将斗         | A:田中将斗、佐藤耕平、関本大介、小幡優作、KAZMA SAKAMOTO、マイバッハβ B: ジェームス・ライディーン、大谷晋二郎、崔領二、吉江豊、岡林裕二、デーモン植田                                 |
| 第14回 | 2014年 | 崔領二                   | KAI              | A:崔領二、小幡優作、関本大介、タマ・ウィリアムス、鈴木秀樹、KAI B:大谷晋二郎、田中将斗、佐藤耕平、デーモン植田、横山佳和、橋本和樹                                                    |
| 第15回 | 2015年 | 佐藤耕平                 | 関本大介         | A:佐藤耕平、田中将斗、小幡優作、KAMIKAZE、将火怒、フジタ"Jr"ハヤト B:崔領二、大谷晋二郎、関本大介、鈴木秀樹、TARU、ジェームス・ライディーン                                           |
| 第16回 | 2016年 | 小幡優作                 | 大谷晋二郎       | 大谷晋二郎、田中将斗、佐藤耕平、KAMIKAZE、小幡優作、フジタ"Jr"ハヤト、ブッファ、ジェームス・ライディーン、将軍岡本、浜亮太                                                            |
| 第17回 | 2017年 | 田中将斗                 | 小幡優作         | 田中将斗、小幡優作、佐藤耕平、ジェームス・ライディーン、将軍岡本、 スーパータイガー、稲葉大樹、宮本裕向、LEONA、拳王                                                                  |
| 第18回 | 2018年 | 宮本裕向                 | 佐藤耕平         | A:田中将斗、宮本裕向、菅原拓也、黒潮"イケメン"二郎、将軍岡本、岩崎永遠、クリス・ヴァイス B:佐藤耕平、火野裕士、大谷晋二郎、スーパータイガー、SUGI、ハートリー・ジャクソン、大和ヒロシ |
| 第19回 | 2019年 | 火野裕士                 | 岩崎永遠         | A:田中将斗、火野裕士、SUGI、クリス・ヴァイス、朱崇花、スーパータイガー、青木優也 B:宮本裕向、佐藤耕平、菅原拓也、岩崎永遠、ヤス久保田、竹田誠志、将軍岡本                             |
| 第20回 | 2020年 | ハートリー・ジャクソン   | 田村ハヤト       | A:火野裕士、菅原拓也、横山佳和、岩﨑永遠、ハートリー・ジャクソン、T-Hawk、クワイエット・ストーム B:田中将斗、クリス・ヴァイス、太嘉文、宮本裕向、田村ハヤト、将軍岡本、佐藤嗣崇       |
| 第21回 | 2021年 | 菅原拓也                 | 大谷晋二郎       | A:ハートリー・ジャクソン、田中将斗、稲村愛輝、阿部史典、佐藤嗣崇、大谷晋二郎 B:菅原拓也、入江茂弘、将軍岡本、太嘉文、吉田綾斗、クリス・ヴァイス                                       |
| 第22回 | 2022年 | 関本大介                 | 稲村愛輝         | A:菅原拓也、佐藤嗣崇、松永準也、クリス・ヴァイス、浅川紫悠、関本大介 B:田中将斗、太嘉文、ヒデ久保田、永尾颯樹、阿部史典、稲村愛輝                                                     |
| 第23回 | 2023年 | 松永準也                 | 真霜拳號         | A:田中将斗、菅原拓也、松永準也、宮本裕向、渡瀬瑞基、ウナギ・サヤカ B:クリス・ヴァイス、不動力也、佐藤嗣崇、関本大介、阿部史典、真霜拳號                                               |
| 第24回 | 2024年 | 佐藤嗣崇                 | 土肥こうじ       | A:松永準也、佐藤嗣崇、永尾颯樹、阿部史典、今成夢人、エンデル・カラ B:クリス・ヴァイス、宮本裕向、土肥こうじ、花見達也、武蔵龍也、ブレイザー丹内                                       |
| 第25回 | 2025年 | ハヤブサ                 | クリス・ヴァイス | A:田中将斗、クリス・ヴァイス、菅原拓也、朱鷺裕基、マンモス佐々木、八須拳太郎 B:ヤス久保田、松永準也、佐藤嗣崇、宮本裕向、ジャック・ケネディ、ハヤブサ                                 |

## 備考
第1回大会に当初は大谷、将斗に加えて、石川雄規・アレクサンダー大塚・村上一成（現：村上和成）が参戦を予定していたものの、橋本真也代表（当時）による「マーク・ケアー引抜き騒動」によってアントニオ猪木及び島田裕二（当時格闘探偵団バトラーツレフェリー）らの主導の下、バトラーツ所属の石川と大塚、UFO所属の村上の参戦が直前でドタキャンされる事態となった。また、今では火祭りを始めZERO1参加の常連で当時は若手の大日本プロレスの関本大介は、大会参加を大谷晋二郎に懇願して直訴している。大谷には時期尚早と一度断られながらも出場を果たし、全敗ながらそのパワーと将来の可能性を存分に見せ付けることになった。
第2回に石川、第3回に大塚、第6回に村上が復帰した際に「火祭り」の提唱者である大谷晋二郎が激しく抵抗する光景が見られた。
第3回優勝を果たした小島聡が贈呈された火祭り刀を引き抜こうとしたが何故か抜けず、小島はその刀身を拝めなかったという珍事件が起きた。
第11回優勝の関本大介はNWAプレミアムヘビー級王座初代王者に認定された。
第12回開催間近に出場予定であった植田使徒が橋本大地へ変更されている。
第22回は稲村愛輝と関本大介による初の他団体選手による決勝戦となった。
第23回にはウナギ・サヤカが女子プロレスラーとして初めて火祭りに参戦している。余談ではあるが、2004年にアメージング・コングが女子として初の火祭り出場をアピールしたものの、橋本真也に「女の子はダメだよ」と却下されてしまい、この時は女子選手の火祭り出場はかなわなかった。
第24回は栃木プロレスによる大会となり、5月18日の開幕戦から、7月28日後楽園ホールでの決勝戦までロングラン開催かつ栃木プロレスが得意とするイベントプロレス主体となった。
第25回は新運営となったZERO1が再び主催となり、前年欠場となった田中将斗らの返り咲き参加が決定。また新ハヤブサの参加が決定した。Bブロック参加が決定していた関本大介は5月に負ったケガ療養のため参加辞退。宮本裕向の参加が決定した。